# Philippe de Montebello
Philippe de Montebello (París, 16 de maig de 1936) fou entre 1977 i 2009 el director del Metropolitan Museum of Art de Nova York. Ha estat el director més longeu en la història tant de la institució com dels principals museu d'art del món.

## Biografia
Nascut en el si d'una familia aristòcrata francesa, Montebello va emigrar als Estats Units durant els anys 50 i va esdevenir ciutadà estatunidenc el 1955.
Va estudiar al Liceu Francès de Nova York. El 1958 es va graduar en la Universitat Harvard, amb una llicenciatura en història de l'art, va fer un master en la Universitat de Nova York i es va embarcar en una carrera en Belles Arts. Entre 1969 i 1974 fou el director del Museum of Fine Arts de Houston, a Texas. Fou nomenat director del Museu Metropolità el 1977 i n'ha esdevingut la cara pública. Durant el seu mandat, el Metropolitan ha esdevingut un museu de referència mundial i s'han adquirit més de 80.000 noves obres per a la col·lecció permanent. També és el responsable d'haver iniciat la creació de grans exposicions temporals sobre diversos períodes de la història de la humanitat.
Va anunciar la seva retirada el 8 de gener 2008, afirmant que tenia la intenció de dimitir a finals de 2008 després de més de 31 anys al càrrec.
Actualment Montebello segueix la seva carrera com a professor a l'Institut of Fine Arts of New York.

### Polèmica sobre la política d’adquisicions
El Metropolitan, sota la direcció de De Montebello, s’ha guanyat l'admiració de molts arqueòlegs per les seves excavacions, beques i suport a la conservació. Però s’ha acusat que l'expansió de les col·leccions del museu ha estat possible gràcies a una política d'adquisicions que massa sovint s'ha dut a terme a través de la compra de peces obtingudes originalment a través d'espoliadors d'antiguitats, especialment en les col·leccions provinents de Grècia i Turquia.

## Premis i reconeixements
- 1991- Chevalier de la Legion d'Honneur de la República de França
- 2003- National Medal of Arts dels Estats Units
- 2007- Oficial de la Legion d'Honneur de la República de França
- 2009- Primer titular de la Càtedra del Museu del Prado

## Exposicions rellevants
- The Vatican Collections - 1983
- Manet:1832:1883 - 1983
- Van Gogh in Arles - 1984
- India! - 1985-1986
- Degas - 1989-1990
- Velázquez - 1989-1990
- Mexico: Splendors of Thirty Centuries - 1990-1991
- Seurat - 1991-1992
- Splendors of Imperial China - 1996
- The Glory of Bizantium - 1997
- Egypptian Art in the Age of Pyramids - 1999-2000
- Vermeer and the Delft School - 2001
- Tapestry in the Renaissance: Art and Magnificience - 2002
- Leonardo da Vinci: Master Drafstman - 2003
- China: Dawn of a Golden Age 200-750 - 2004
- The Age of Rembrandt - 2007